# Babynci
Babynci (in ucraino Бабинці?) è un insediamento di tipo urbano (селище міського типу) dell'Ucraina, situato nell'oblast' di Kiev.